# State of Alert
State of Alert (también abreviado como S.O.A.) fue una banda estadounidense de hardcore punk formada en Washington D. C. en octubre de 1980, y disuelta en julio del 1981. El grupo se formó con los miembros que anteriormente habían pertenecido a The Extorts, el vocalista Lyle Preslar luego se fue de la banda y dejó su puesto a Henry Rollins, quien se hacía conocer por su nombre de original Henry Garfield.

## Historia
State of Alert fue liderada por Henry Rollins, quien en ese momento usaba su apellido original "Garfield". Se formaron en octubre de 1980 y se disolvieron en julio de 1981. Lanzaron un EP de diez canciones titulado No Policy, la banda también aporto tres canciones al recopilatorio Flex Your Head, ambos editados por la disquera Dischord Records. No Policy fue financiado por Rollins desde Dischord quería darse el lujo de soltar el primero Amenaza Menor 7 pulgadas también. En marzo de 1981, el baterista Simon Jacobsen dejó la banda y fue reemplazado por Ivor Hansen, quien permaneció en la banda hasta que se rompió en marcha en julio.
No Policy fue financiado por Rollins ya que Dischord Records estaba pagando el primer sencillo de 7 pulgadas de Minor Threat. En marzo de 1981, el baterista Simon Jacobsen deja la banda y es reemplazado por Ivor Hansen, quién permaneció en la banda hasta su desaparición.
S.O.A. toco un total de nueve conciertos alrededor del este de Estados Unidos, el primero fue el 6 de diciembre de 1980, en Washington D. C., y el último fue el 10 de julio de 1981, en Filadelfia. Rollins luego describió las presentaciones: "Todos estos shows duraban alrededor de once o catorce minutos por que casi todas las canciones duraban cuarenta segundos... y lo que restaba del tiempo decíamos, '¿Están listos? ¿están listos?' Estos conciertos fueron muy mal tocados".

### Ruptura y legado
Hoy en día, S.O.A. es recordado por ser la primera banda de Rollins –antes de que ingresara a Black Flag y que fundara Rollins Band– pero también se los recuerda por ser unos de los precursores de la escena hardcore de Washington D. C. influenciando a otras bandas como por ejemplo a los Negative Approach oriundos de Detroit y a Agnostic Front de New York.
Mientras la banda seguía tocando, el guitarrista Michael Hampton ingreso a la banda The Faith en 1981 con Alec MacKaye (hermano de Ian MacKaye) mientras que Ivor Hansen el último baterista de S.O.A. se sumó como cantante. Después,  Hampton formó parte de Embrace con Ian MacKaye en 1985, y de One Last Wish con Guy Picciotto (Fugazi, Rites of Spring) y Brendan Canty (Deadline, Fugazi, Rites of Spring).
El bajista Wendel Blow toco con Iron Cross y Lethal Intent.
El material de State of Alert ha sido relanzado por Dischord en la recopilación por los 20 años de la disquera y puesto en su recopilatorio Dischord 1981: The Year in 7"s el cual incluye el EP de 'No Policy' en su totalidad.

## Miembros

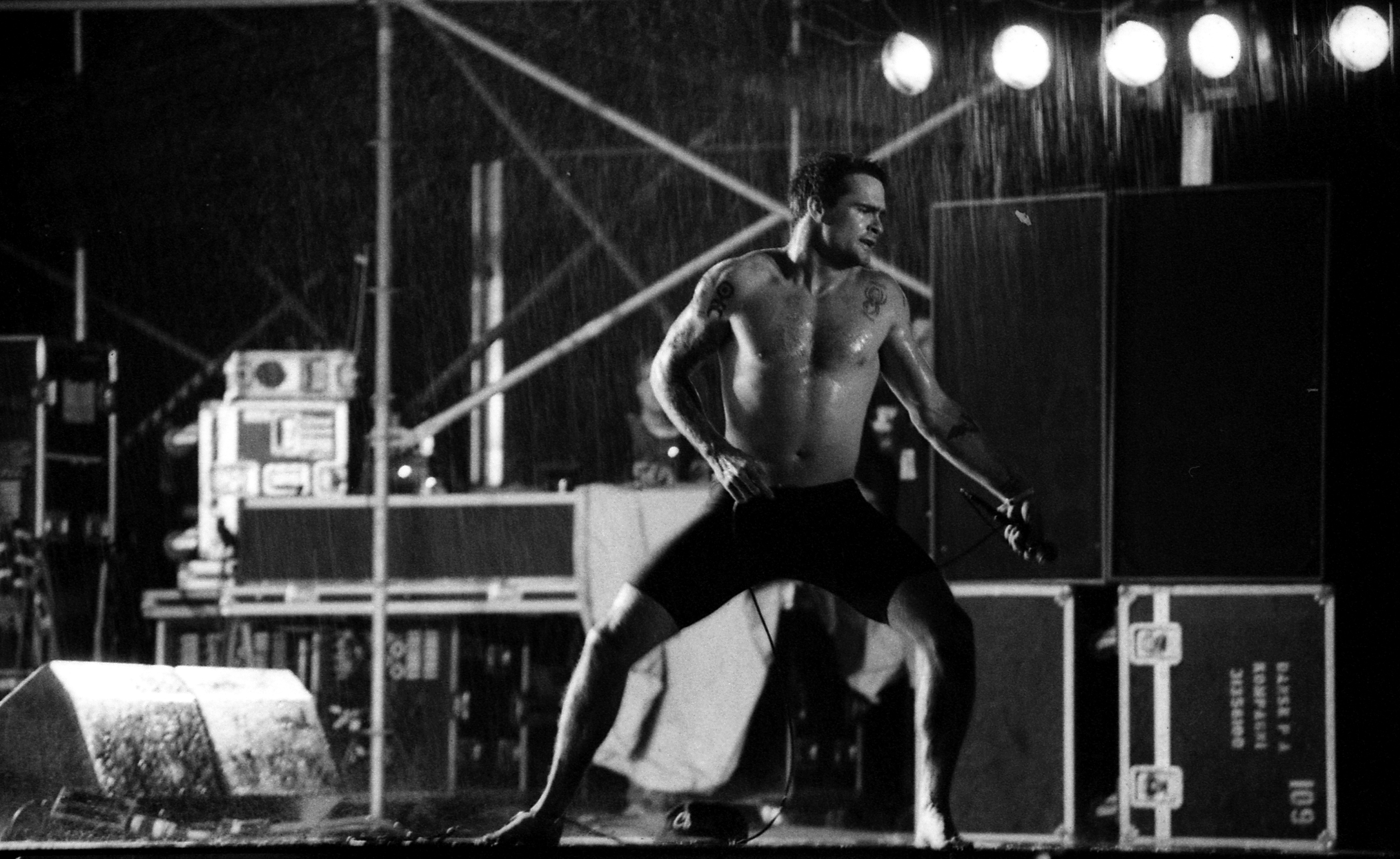
Rollins en vivo con Rollins Band, en 1993.

- Henry Garfield − voces (1980—1981)
- Michael Hampton − guitarras (1980—1981)
- Wendel Blow − bajo (1980—1981)
- Simon Jacobsen − batería (1980—1981)
- Ivor Hanson − batería (1981)

## Discografía
- No Policy 7" (1981, Dischord)
- First Demo 12/29/80 7" (2014, Dischord)

Apariciones en compilatorios
- "I Hate the Kids", "Disease" y "Stepping Stone Party" en Flex Your Head (1982, Dischord)
- No Policy completo en Four Old 7"s on a 12" (1984, Dischord)
- No Policy completo en Dischord 1981: The Year in Seven Inches (1995, Dischord)
- "Public Defender" en 20 Years Of Dischord (1980−2000) box set (2002, Dischord)